# Laura Thorn
Laura Thorn est une chanteuse luxembourgeoise, née le 18 janvier 2000 à Esch-sur-Alzette.
En janvier 2025, elle remporte le Luxembourg Song Contest avec sa chanson La poupée monte le son et est choisie pour représenter le Luxembourg au Concours Eurovision de la chanson 2025 à Bâle.

## Biographie
Laura Thorn commence la musique à l'âge de cinq ans. Elle étudie la théorie de la musique, le piano, le clavier, le violon, la musique de chambre et la danse pendant son adolescence puis fait des études supérieures à l'Institut royal supérieur de musique et de pédagogie de Namur. Elle est professeur de solfège au Conservatoire d'Esch-sur-Alzette, sa ville natale.
Le 25 janvier 2025, elle remporte la finale du Luxembourg Song Contest avec la chanson La poupée monte le son, lui offrant un billet pour représenter le Luxembourg au Concours Eurovision de la chanson 2025. La chanson écrite par Julien Salvia et Ludovic-Alexandre Vidal est un hommage à la chanson Poupée de cire, poupée de son interprétée par France Gall lorsqu'elle représenta le Luxembourg au Concours Eurovision de la chanson 1965, compétition qu'elle remporta. Thorn remporte sept votes du jury sur huit et s'impose avec 184 points. La chanson est considérée comme féministe,.
Lors du Concours Eurovision de la chanson 2025, Laura Thorn participe à la seconde demi-finale du 15 mai, à l'issue de laquelle elle parvient à se qualifier pour la finale du 17 mai. Le jour de la finale, elle arrive en 22ème position sur 26 participants, avec 47 points. 